# Нова Зардама
Нова Зада́рма (рос. Новая Задарма) — село у складі Петровськ-Забайкальського району Забайкальського краю, Росія. Входить до складу Піщанського сільського поселення.

## Населення
Населення — 121 особа (2010; 149 у 2002).
Національний склад (станом на 2002 рік):
- росіяни — 99 %